# Stazione di Creil
La stazione di Creil (in francese Gare de Creil) è la principale stazione ferroviaria di Creil, Francia.